# Balázsszeg
Balázsszeg falu Romániában, Máramaros megyében.

## Fekvése
Kapnikbányától délkeletre, a Sátorhegy északi aljában fekvő település.

## Története
Nevét az oklevelek csak 1770-ben említik először Blosa puszta néven, mint Csokotes határában fekvő erdőt. A puszta a Csernefalváról ide telepedett Kozmucza család adományos birtoka volt. A hagyomány szerint a Kozmucza család tagjai közül András és Lukács alapította.
A falunak a fennmaradt összeírások szerint 1831-ben 19 lakosa volt, 1886-ban 79 lakosából 11 ortodox, a többi görögkatolikus, határa 4332 kataszteri hold volt.
1896-ban tíz házból állt a település; összes adója 303 forint 10 krajcár volt. Lakosai görögkatolikus oláhok voltak. Határa hegyes, hideg és sovány, emiatt terményük csak kevés zab és főleg széna volt. A lakosság főleg állattenyésztéssel foglalkozott; szarvasmarhát (barmot) és juhot tenyésztettek. 
1898-ban gróf Teleki Sándor, János és Géza, a Kozmucza és Lázár családok birtoka volt.

## Nevezetességek
- 1803-ban épült ortodox fatemplom